# Bratřice
Bratřice (en allemand : Bratschitz) est une commune du district de Pelhřimov, dans la région de Vysočina, en République tchèque. Sa population s'élevait à 137 habitants en 2020.

## Géographie
Bratřice se trouve à 19 km au nord-ouest de Pelhřimov, à 45 km à l'ouest-nord-ouest de Jihlava et à 75 km au sud-est de Prague.
La commune est limitée au nord par Lukavec et Staré-Vyklantice, à l'est par Útěchovice pod Stražištěm et Velká Chyška, au sud par Pacov et Zhořec, et à l'ouest par Salačova Lhota.

## Histoire
La première mention écrite du village date de 1273.